# 악바르 하셰미 라프산자니
악바르 하셰미 라프산자니(1934년 8월 25일 ~ 2017년 1월 8일, 페르시아어: اکبر هاشمی رفسنجانی)는 이란의 제4대 대통령이자, 이란의 정치인이다.

## 생애

### 군주제 시절
악바르 하셰미 라프산자니는 1934년 이란 남동부 케르만 주의 바레만에서 태어났다. 아버지는 울라마였으며, 이란 최고의 농부이기도 했다. 그는 모하마드 레자 팔라비의 무슬림에 반대했다.

### 공화제 시절
이슬람 혁명 후 1979년 그는 이란 의회의 의장이 되었다. 1989년부터 1997년까지 이란의 제4대 대통령을 역임했다.
라프산자니는 2005년 6월 17일에 열린 첫 선거에서 21.13%의 득표율을 얻어 19.43%를 얻은 마무드 아마디네자드를 앞서 1위를 했지만, 일주일 후에 열린 결선투표에서 61.69%를 은 마무드 아마디네자드에게 35.93%로 크게 패하였다.
그에게는 아들 딸이 각각 둘 있다. 2017년 1월 8일 테헤란에 있는 병원에서 심근 경색으로 인해 사망했다. 사후 호메이니의 묘에 안장되었다.

## 역대 선거 결과
| 선거명      | 직책명        | 대수 | 정당            | 1차 득표율 | 1차 득표수   | 2차 득표율 | 2차 득표수   | 결과 | 당락 |
| ----------- | ------------- | ---- | --------------- | ---------- | ------------ | ---------- | ------------ | ---- | ---- |
| 1989년 선거 | 이란의 대통령 | 4대  | 전투적 성직자회 | 94.51%     | 15,537,394표 |            |              | 1위  |      |
| 1993년 선거 | 이란의 대통령 | 4대  | 전투적 성직자회 | 64.00%     | 10,449,933표 |            |              | 1위  |      |
| 2005년 선거 | 이란의 대통령 | 6대  | 전투적 성직자회 | 21.13%     | 6,211,937표  | 35.93%     | 10,046,701표 | 2위  | 낙선 |